# Centropomus viridis
Centropomus viridis е вид бодлоперка от семейство Centropomidae. Видът не е застрашен от изчезване.

## Разпространение и местообитание
Разпространен е в Гватемала, Еквадор, Колумбия, Коста Рика, Мексико, Никарагуа, Панама, Перу, Салвадор и Хондурас.
Среща се на дълбочина от 0,8 до 1 m.

## Описание
На дължина достигат до 1,1 m, а теглото им е не повече от 21,5 kg.